# Copa Colombia 2017
La Copa Colombia 2017 (oficialmente y por motivos de patrocinio, Copa Águila 2017) fue la decimoquinta edición del torneo nacional de Copa organizado por la División Mayor del Fútbol Colombiano que enfrenta a los clubes de las categorías Primera A y Primera B del fútbol en Colombia. El campeón del torneo obtuvo un cupo a la Copa Libertadores 2018. Junior logró su segundo título al derrotar 3-1 en el global a Independiente Medellín.

## Sistema de juego
|                      |                      | Equipos que entran en esta fase | Equipos que provienen de la fase anterior |
| -------------------- | -------------------- | --- | ----------------------------------------- |
| Fase I (32 equipos)  | Fase I (32 equipos)  | - 16 equipos clasificados de la Primera División - 16 equipos clasificados de la Segunda División                                                                          |                                           |
| Fase II (16 equipos) | Fase II (16 equipos) | - Campeón de la edición anterior - Campeón del Torneo Apertura - Campeón del Torneo Finalización - Mejor equipo de la Temporada anterior del fútbol colombiano No campeón. | - 12 equipos clasificados de la Fase I    |

Los 36 equipos afiliados a la División Mayor del Fútbol Colombiano toman parte del torneo, donde inicialmente competirán 32 en una fase de 8 grupos de 4 equipos cada uno, que se enfrentarán todos contra todos en 6 fechas. El ganador de cada grupo, junto con los cuatro mejores segundos, clasificarán a la siguiente fase.
En la siguiente fase, los 12 equipos clasificados en la Fase I se unirán a los 4 equipos clasificados directamente a la fase II del torneo, formándose ocho llaves de dos equipos cada una, quienes disputarán partidos de eliminación directa de ida y vuelta. Se jugaran octavos de final, cuartos de final, semifinales y la final del torneo.
Para la Copa Colombia de este año se utilizará el mismo sistema de 2016. Los grupos se establecieron una vez se conocieron los 4 clubes que se sembrarán en la segunda fase u octavos de final. Los sembrados serán: Atlético Nacional, campeón de la edición anterior, Independiente Medellín, campeón del Torneo Apertura 2016, Santa Fe, campeón del Torneo Finalización 2016, y Millonarios.

## Datos de los clubes
| - Alianza Petrolera - América de Cali - Atlético Bucaramanga - Atlético Huila - Atlético Nacional - Cortuluá - Deportes Tolima - Deportivo Cali - Deportivo Pasto - Envigado F. C. | - Independiente Medellín - Jaguares - Junior - La Equidad - Millonarios - Once Caldas - Patriotas - Rionegro Águilas - Santa Fe - Tigres F. C. |

| - Atlético - Barranquilla F. C. - Bogotá F. C. - Boyacá Chicó - Cúcuta Deportivo - Deportes Quindío - Deportivo Pereira - Fortaleza | - Leones - Llaneros - Orsomarso - Real Cartagena - Real Santander - Unión Magdalena - Universitario - Valledupar F. C. |

| - Alianza Petrolera - América de Cali - Atlético Bucaramanga - Atlético Huila - Atlético Nacional - Cortuluá - Deportes Tolima - Deportivo Cali - Deportivo Pasto - Envigado F. C. | - Independiente Medellín - Jaguares - Junior - La Equidad - Millonarios - Once Caldas - Patriotas - Rionegro Águilas - Santa Fe - Tigres F. C. |

| - Atlético - Barranquilla F. C. - Bogotá F. C. - Boyacá Chicó - Cúcuta Deportivo - Deportes Quindío - Deportivo Pereira - Fortaleza | - Leones - Llaneros - Orsomarso - Real Cartagena - Real Santander - Unión Magdalena - Universitario - Valledupar F. C. |

## Fase de grupos
En esta fase, los 32 equipos participantes se dividen en ocho grupos, y en cada grupo se ubican cuatro equipos, los cuales juegan 6 partidos, de ida y vuelta, en el formato de todos contra todos. Los equipos que se ubiquen en el 1° puesto avanzan a los Octavos de final; asimismo, avanzarán los cuatro mejores equipos que se ubiquen en el 2° lugar de su grupo.
|  |                                                      |
|  | Clasificado a Octavos de final.                      |
|  | Clasificado, como mejor segundo, a Octavos de final. |
|  | Eliminado.                                           |

### Grupo A
| Equipo             | PJ | PG | PE | PP | GF | GC | Dif. | Pts. |
| ------------------ | -- | -- | -- | -- | -- | -- | ---- | ---- |
| Junior             | 6  | 4  | 1  | 1  | 10 | 5  | 5    | 13   |
| Jaguares           | 6  | 2  | 1  | 3  | 5  | 5  | 0    | 7    |
| Barranquilla F. C. | 6  | 1  | 3  | 2  | 5  | 6  | -1   | 6    |
| Real Cartagena     | 6  | 1  | 3  | 2  | 4  | 8  | -4   | 6    |

| Primera | Barranquilla F. C. | 1 : 0 | Jaguares           | Bomboná                  | 8 de marzo  | 10:00 | Sin transmisión |
| Primera | Real Cartagena     | 0 : 2 | Junior             | Julia Turbay             | 9 de marzo  | 15:00 | Sin transmisión |
| Segunda | Junior             | 2 : 1 | Barranquilla F. C. | Bomboná                  | 15 de marzo | 10:00 | Sin transmisión |
| Segunda | Jaguares           | 1 : 1 | Real Cartagena     | Armando Tuirán Paternina | 16 de marzo | 19:00 | Sin transmisión |
| Tercera | Junior             | 2 : 0 | Jaguares           | Metropolitano            | 12 de abril | 19:30 | Sin transmisión |
| Tercera | Real Cartagena     | 0 : 0 | Barranquilla F. C. | Julia Turbay             | 13 de abril | 15:00 | Sin transmisión |
| Cuarta  | Barranquilla F. C. | 1 : 1 | Real Cartagena     | Metropolitano            | 26 de abril | 15:00 | Sin transmisión |
| Cuarta  | Jaguares           | 0 : 1 | Junior             | Armando Tuirán Paternina | 28 de junio | 19:30 | Win Sports      |
| Quinta  | Barranquilla F. C. | 2 : 2 | Junior             | Metropolitano            | 3 de mayo   | 19:45 | Win Sports      |
| Quinta  | Real Cartagena     | 0 : 3 | Jaguares           | Julia Turbay             | 24 de mayo  | 19:00 | Sin transmisión |
| Sexta   | Jaguares           | 1 : 0 | Barranquilla F. C. | Armando Tuirán Paternina | 17 de mayo  | 19:00 | Sin transmisión |
| Sexta   | Junior             | 1 : 2 | Real Cartagena     | Metropolitano            | 17 de mayo  | 19:30 | Sin transmisión |

### Grupo B
| Equipo           | PJ | PG | PE | PP | GF | GC | Dif. | Pts. |
| ---------------- | -- | -- | -- | -- | -- | -- | ---- | ---- |
| Rionegro Águilas | 6  | 3  | 3  | 0  | 6  | 1  | 5    | 12   |
| Once Caldas      | 6  | 3  | 2  | 1  | 8  | 5  | 3    | 11   |
| Envigado F. C.   | 6  | 1  | 2  | 3  | 5  | 8  | -3   | 5    |
| Leones           | 6  | 0  | 3  | 3  | 3  | 8  | -5   | 3    |

| Primera | Leones           | 0 : 1 | Once Caldas      | Ditaires          | 8 de marzo  | 15:30 | Sin transmisión |
| Primera | Rionegro Águilas | 1 : 0 | Envigado F. C.   | Alberto Grisales  | 9 de marzo  | 19:00 | Sin transmisión |
| Segunda | Once Caldas      | 0 : 1 | Rionegro Águilas | Palogrande        | 15 de marzo | 19:00 | Sin transmisión |
| Segunda | Envigado F. C.   | 1 : 0 | Leones           | Polideportivo Sur | 16 de marzo | 16:00 | Sin transmisión |
| Tercera | Once Caldas      | 4 : 2 | Envigado F. C.   | Palogrande        | 11 de abril | 16:00 | Sin transmisión |
| Tercera | Leones           | 0 : 3 | Rionegro Águilas | Ditaires          | 12 de abril | 15:30 | Sin transmisión |
| Cuarta  | Envigado F. C.   | 0 : 1 | Once Caldas      | Polideportivo Sur | 26 de abril | 16:00 | Sin transmisión |
| Cuarta  | Rionegro Águilas | 0 : 0 | Leones           | Alberto Grisales  | 27 de abril | 19:00 | Sin transmisión |
| Quinta  | Leones           | 1 : 1 | Envigado F. C.   | Ditaires          | 3 de mayo   | 15:30 | Sin transmisión |
| Quinta  | Rionegro Águilas | 0 : 0 | Once Caldas      | Alberto Grisales  | 3 de mayo   | 19:00 | Sin transmisión |
| Sexta   | Once Caldas      | 2 : 2 | Leones           | Palogrande        | 17 de mayo  | 16:00 | Sin transmisión |
| Sexta   | Envigado F. C.   | 1 : 1 | Rionegro Águilas | Polideportivo Sur | 17 de mayo  | 16:00 | Sin transmisión |

### Grupo C
| Equipo               | PJ | PG | PE | PP | GF | GC | Dif. | Pts. |
| -------------------- | -- | -- | -- | -- | -- | -- | ---- | ---- |
| Alianza Petrolera    | 6  | 5  | 0  | 1  | 11 | 4  | 5    | 15   |
| Unión Magdalena      | 6  | 4  | 0  | 2  | 8  | 4  | 4    | 12   |
| Atlético Bucaramanga | 6  | 3  | 0  | 3  | 9  | 6  | 3    | 9    |
| Real Santander       | 6  | 0  | 0  | 6  | 3  | 17 | -14  | 0    |

| Primera | Alianza Petrolera    | 2 : 0 | Atlético Bucaramanga | Daniel Villa Zapata  | 8 de marzo  | 19:30 | Sin transmisión |
| Primera | Real Santander       | 0 : 1 | Unión Magdalena      | Álvaro Gómez Hurtado | 9 de marzo  | 15:00 | Sin transmisión |
| Segunda | Unión Magdalena      | 2 : 1 | Alianza Petrolera    | Diego de Carvajal    | 15 de marzo | 15:00 | Sin transmisión |
| Segunda | Atlético Bucaramanga | 3 : 1 | Real Santander       | Álvaro Gómez Hurtado | 15 de marzo | 19:30 | Sin transmisión |
| Tercera | Unión Magdalena      | 1 : 0 | Atlético Bucaramanga | Diego de Carvajal    | 12 de abril | 15:00 | Sin transmisión |
| Tercera | Real Santander       | 1 : 2 | Alianza Petrolera    | Álvaro Gómez Hurtado | 12 de abril | 18:00 | Sin transmisión |
| Cuarta  | Atlético Bucaramanga | 1 : 0 | Unión Magdalena      | Álvaro Gómez Hurtado | 26 de abril | 19:30 | Sin transmisión |
| Cuarta  | Alianza Petrolera    | 3 : 0 | Real Santander       | Daniel Villa Zapata  | 27 de abril | 19:30 | Sin transmisión |
| Quinta  | Real Santander       | 0 : 4 | Atlético Bucaramanga | Álvaro Gómez Hurtado | 3 de mayo   | 18:00 | Sin transmisión |
| Quinta  | Alianza Petrolera    | 1 : 0 | Unión Magdalena      | Daniel Villa Zapata  | 4 de mayo   | 19:30 | Sin transmisión |
| Sexta   | Unión Magdalena      | 4 : 1 | Real Santander       | Diego de Carvajal    | 17 de mayo  | 15:15 | Sin transmisión |
| Sexta   | Atlético Bucaramanga | 1 : 2 | Alianza Petrolera    | Álvaro Gómez Hurtado | 17 de mayo  | 15:15 | Sin transmisión |

### Grupo D
| Equipo           | PJ | PG | PE | PP | GF | GC | Dif. | Pts. |
| ---------------- | -- | -- | -- | -- | -- | -- | ---- | ---- |
| Deportivo Pasto  | 6  | 3  | 1  | 2  | 10 | 8  | 2    | 10   |
| Universitario    | 6  | 3  | 0  | 3  | 7  | 9  | -2   | 9    |
| Cortuluá         | 6  | 2  | 2  | 2  | 6  | 5  | 1    | 8    |
| Valledupar F. C. | 6  | 1  | 3  | 2  | 6  | 7  | -1   | 6    |

| Primera | Valledupar F. C. | 1 : 0 | Universitario    | Armando Maestre          | 8 de marzo  | 15:00 | Sin transmisión |
| Primera | Deportivo Pasto  | 1 : 0 | Cortuluá         | Departamental Libertad   | 5 de abril  | 19:00 | Sin transmisión |
| Segunda | Universitario    | 3 : 1 | Deportivo Pasto  | Ciro López               | 15 de marzo | 11:30 | Sin transmisión |
| Segunda | Cortuluá         | 0 : 0 | Valledupar F. C. | Francisco Rivera Escobar | 15 de marzo | 15:00 | Sin transmisión |
| Tercera | Universitario    | 0 : 3 | Cortuluá         | Ciro López               | 12 de abril | 11:30 | Sin transmisión |
| Tercera | Valledupar F. C. | 2 : 2 | Deportivo Pasto  | Armando Maestre          | 12 de abril | 15:00 | Sin transmisión |
| Cuarta  | Deportivo Pasto  | 2 : 1 | Valledupar F. C. | Departamental Libertad   | 26 de abril | 20:00 | Sin transmisión |
| Cuarta  | Cortuluá         | 0 : 2 | Universitario    | Pascual Guerrero         | 27 de abril | 16:30 | Sin transmisión |
| Quinta  | Deportivo Pasto  | 4 : 1 | Universitario    | Departamental Libertad   | 3 de mayo   | 19:00 | Sin transmisión |
| Quinta  | Valledupar F. C. | 2 : 2 | Cortuluá         | Armando Maestre          | 4 de mayo   | 15:00 | Sin transmisión |
| Sexta   | Universitario    | 1 : 0 | Valledupar F. C. | Ciro López               | 17 de mayo  | 15:00 | Sin transmisión |
| Sexta   | Cortuluá         | 1 : 0 | Deportivo Pasto  | Francisco Rivera Escobar | 17 de mayo  | 15:00 | Sin transmisión |

### Grupo E
| Equipo          | PJ | PG | PE | PP | GF | GC | Dif. | Pts. |
| --------------- | -- | -- | -- | -- | -- | -- | ---- | ---- |
| Deportivo Cali  | 6  | 4  | 1  | 1  | 13 | 7  | 6    | 13   |
| América de Cali | 6  | 3  | 2  | 1  | 13 | 8  | 5    | 11   |
| Orsomarso       | 6  | 3  | 1  | 2  | 10 | 10 | 0    | 10   |
| Atlético        | 6  | 0  | 0  | 6  | 5  | 16 | -11  | 0    |

| Primera | Orsomarso       | 2 : 1 | Deportivo Cali  | Francisco Rivera Escobar | 8 de marzo  | 19:00 | Sin transmisión           |
| Primera | Atlético        | 2 : 3 | América de Cali | Pascual Guerrero         | 8 de marzo  | 19:45 | Win Sports                |
| Segunda | América de Cali | 2 : 2 | Orsomarso       | Pascual Guerrero         | 15 de marzo | 19:45 | Win Sports                |
| Segunda | Deportivo Cali  | 3 : 0 | Atlético        | Deportivo Cali           | 22 de marzo | 16:00 | Sin transmisión           |
| Tercera | Atlético        | 1 : 3 | Orsomarso       | Pascual Guerrero         | 12 de abril | 16:30 | Sin transmisión           |
| Tercera | América de Cali | 3 : 3 | Deportivo Cali  | Pascual Guerrero         | 12 de abril | 19:45 | Win Sports RCN Televisión |
| Cuarta  | Orsomarso       | 2 : 1 | Atlético        | Francisco Rivera Escobar | 26 de abril | 19:00 | Sin transmisión           |
| Cuarta  | Deportivo Cali  | 1 : 0 | América de Cali | Pascual Guerrero         | 24 de mayo  | 19:45 | Win Sports                |
| Quinta  | Atlético        | 1 : 3 | Deportivo Cali  | Pascual Guerrero         | 2 de mayo   | 19:00 | Sin transmisión           |
| Quinta  | Orsomarso       | 0 : 3 | América de Cali | Francisco Rivera Escobar | 3 de mayo   | 19:00 | Sin transmisión           |
| Sexta   | América de Cali | 2 : 0 | Atlético        | Pascual Guerrero         | 17 de mayo  | 19:45 | Win Sports                |
| Sexta   | Deportivo Cali  | 2 : 1 | Orsomarso       | Deportivo Cali           | 18 de mayo  | 19:00 | Sin transmisión           |

### Grupo F
| Equipo       | PJ | PG | PE | PP | GF | GC | Dif. | Pts. |
| ------------ | -- | -- | -- | -- | -- | -- | ---- | ---- |
| Patriotas    | 6  | 4  | 1  | 1  | 12 | 6  | 6    | 13   |
| Llaneros     | 6  | 3  | 1  | 2  | 11 | 9  | 2    | 10   |
| Fortaleza    | 6  | 2  | 1  | 3  | 6  | 8  | -2   | 7    |
| Boyacá Chicó | 6  | 0  | 3  | 3  | 7  | 13 | -6   | 3    |

| Primera | Llaneros     | 2 : 2 | Boyacá Chicó | Manuel Calle Lombana | 8 de marzo  | 15:30 | Sin transmisión |
| Primera | Patriotas    | 3 : 1 | Fortaleza    | La Independencia     | 9 de marzo  | 19:00 | Sin transmisión |
| Segunda | Llaneros     | 4 : 1 | Patriotas    | Manuel Calle Lombana | 15 de marzo | 15:30 | Sin transmisión |
| Segunda | Boyacá Chicó | 1 : 1 | Fortaleza    | La Independencia     | 16 de marzo | 19:30 | Sin transmisión |
| Tercera | Fortaleza    | 1 : 0 | Llaneros     | Los Zipas            | 13 de abril | 15:15 | Sin transmisión |
| Tercera | Boyacá Chicó | 0 : 4 | Patriotas    | La Independencia     | 13 de abril | 19:30 | Sin transmisión |
| Cuarta  | Fortaleza    | 2 : 1 | Boyacá Chicó | Los Zipas            | 26 de abril | 15:15 | Sin transmisión |
| Cuarta  | Patriotas    | 2 : 0 | Llaneros     | La Independencia     | 26 de abril | 19:00 | Sin transmisión |
| Quinta  | Patriotas    | 1 : 1 | Boyacá Chicó | La Independencia     | 3 de mayo   | 15:00 | Sin transmisión |
| Quinta  | Llaneros     | 4 : 0 | Fortaleza    | Manuel Calle Lombana | 4 de mayo   | 15:30 | Sin transmisión |
| Sexta   | Boyacá Chicó | 2 : 3 | Llaneros     | La Independencia     | 17 de mayo  | 15:15 | Sin transmisión |
| Sexta   | Fortaleza    | 0 : 1 | Patriotas    | Los Zipas            | 17 de mayo  | 15:15 | Sin transmisión |

### Grupo G
| Equipo           | PJ | PG | PE | PP | GF | GC | Dif. | Pts. |
| ---------------- | -- | -- | -- | -- | -- | -- | ---- | ---- |
| La Equidad       | 6  | 5  | 0  | 1  | 13 | 7  | 6    | 15   |
| Cúcuta Deportivo | 6  | 3  | 2  | 1  | 8  | 7  | 1    | 11   |
| Tigres           | 6  | 2  | 2  | 2  | 9  | 8  | 1    | 8    |
| Bogotá F. C.     | 6  | 0  | 0  | 6  | 5  | 13 | -4   | 0    |

| Primera | Bogotá F. C.     | 1 : 2 | Tigres           | Metropolitano de Techo | 8 de marzo  | 14:00 | Sin transmisión |
| Primera | Cúcuta Deportivo | 1 : 0 | La Equidad       | Los Zipas              | 8 de marzo  | 15:15 | Sin transmisión |
| Segunda | Cúcuta Deportivo | 1 : 0 | Bogotá F. C.     | Los Zipas              | 15 de marzo | 15:15 | Sin transmisión |
| Segunda | La Equidad       | 3 : 2 | Tigres           | Metropolitano de Techo | 15 de marzo | 15:30 | Sin transmisión |
| Tercera | La Equidad       | 2 : 0 | Bogotá F. C.     | Metropolitano de Techo | 12 de abril | 15:30 | Sin transmisión |
| Tercera | Tigres           | 1 : 1 | Cúcuta Deportivo | Metropolitano de Techo | 13 de abril | 15:00 | Sin transmisión |
| Cuarta  | Tigres           | 0 : 1 | La Equidad       | Metropolitano de Techo | 26 de abril | 15:00 | Sin transmisión |
| Cuarta  | Bogotá F. C.     | 1 : 2 | Cúcuta Deportivo | Metropolitano de Techo | 27 de abril | 14:00 | Sin transmisión |
| Quinta  | Bogotá F. C.     | 2 : 3 | La Equidad       | Metropolitano de Techo | 3 de mayo   | 14:00 | Sin transmisión |
| Quinta  | Cúcuta Deportivo | 1 : 1 | Tigres           | Los Zipas              | 4 de mayo   | 15:15 | Sin transmisión |
| Sexta   | La Equidad       | 4 : 2 | Cúcuta Deportivo | Metropolitano de Techo | 17 de mayo  | 15:30 | Sin transmisión |
| Sexta   | Tigres           | 3 : 1 | Bogotá F. C.     | Metropolitano de Techo | 18 de mayo  | 15:00 | Sin transmisión |

### Grupo H
| Equipo            | PJ | PG | PE | PP | GF | GC | Dif. | Pts. |
| ----------------- | -- | -- | -- | -- | -- | -- | ---- | ---- |
| Atlético Huila    | 6  | 4  | 0  | 2  | 7  | 5  | 2    | 12   |
| Deportes Tolima   | 6  | 3  | 1  | 2  | 9  | 7  | 2    | 10   |
| Deportes Quindío  | 6  | 2  | 2  | 2  | 8  | 9  | -1   | 8    |
| Deportivo Pereira | 6  | 1  | 1  | 4  | 5  | 8  | -3   | 4    |

| Primera | Atlético Huila    | 2 : 1 | Deportes Quindío  | Guillermo Plazas Alcid  | 8 de marzo  | 15:15 | Sin transmisión |
| Primera | Deportivo Pereira | 1 : 0 | Deportes Tolima   | Hernán Ramírez Villegas | 22 de marzo | 15:30 | Sin transmisión |
| Segunda | Deportes Tolima   | 2 : 2 | Deportes Quindío  | Manuel Murillo Toro     | 15 de marzo | 15:30 | Sin transmisión |
| Segunda | Deportivo Pereira | 1 : 2 | Atlético Huila    | Hernán Ramírez Villegas | 16 de marzo | 15:30 | Sin transmisión |
| Tercera | Deportes Quindío  | 2 : 1 | Deportivo Pereira | Centenario              | 14 de abril | 09:00 | Sin transmisión |
| Tercera | Deportes Tolima   | 1 : 0 | Atlético Huila    | Manuel Murillo Toro     | 19 de abril | 15:30 | Sin transmisión |
| Cuarta  | Atlético Huila    | 1 : 0 | Deportivo Pereira | Guillermo Plazas Alcid  | 27 de abril | 15:15 | Sin transmisión |
| Cuarta  | Deportes Quindío  | 1 : 3 | Deportes Tolima   | Centenario              | 27 de abril | 15:30 | Sin transmisión |
| Quinta  | Atlético Huila    | 1 : 0 | Deportes Tolima   | Guillermo Plazas Alcid  | 3 de mayo   | 15:15 | Sin transmisión |
| Quinta  | Deportivo Pereira | 0 : 0 | Deportes Quindío  | Hernán Ramírez Villegas | 4 de mayo   | 15:30 | Sin transmisión |
| Sexta   | Deportes Tolima   | 3 : 2 | Deportivo Pereira | Manuel Murillo Toro     | 17 de mayo  | 15:30 | Sin transmisión |
| Sexta   | Deportes Quindío  | 2 : 1 | Atlético Huila    | Centenario              | 17 de mayo  | 15:30 | Sin transmisión |

### Tabla de segundos lugares
Los cuatro mejores equipos que ocupen el segundo lugar en cada uno de sus grupos avanzarán a octavos de final. Los cuatro clasificados, fueron ordenados para definir su posición entre los mejores segundos. De tal forma, así se posicionaron los mejores segundos:
| GR | Equipo           | PJ | PG | PE | PP | GF | GC | Dif. | Pts. |
| -- | ---------------- | -- | -- | -- | -- | -- | -- | ---- | ---- |
| C  | Unión Magdalena  | 6  | 4  | 0  | 2  | 8  | 4  | 4    | 12   |
| E  | América de Cali  | 6  | 3  | 2  | 1  | 13 | 8  | 5    | 11   |
| B  | Once Caldas      | 6  | 3  | 2  | 1  | 8  | 5  | 3    | 11   |
| G  | Cúcuta Deportivo | 6  | 3  | 2  | 1  | 8  | 7  | 1    | 11   |
| F  | Llaneros         | 6  | 3  | 1  | 2  | 11 | 9  | 2    | 10   |
| H  | Deportes Tolima  | 6  | 3  | 1  | 2  | 9  | 7  | 2    | 10   |
| D  | Universitario    | 6  | 3  | 0  | 3  | 7  | 9  | -2   | 9    |
| A  | Jaguares         | 6  | 2  | 1  | 3  | 5  | 5  | 0    | 7    |

## Sorteo de emparejamientos
Los emparejamientos de Octavos de final serán definidos en un sorteo una vez finalizada la primera fase del torneo. Los equipos ubicados del Bolillero 1 serán los que ganaron su grupo en la fase anterior. Los equipos del Bolillero 1 obtendrán un rival de los clubes integrantes del Bolillero 2, que corresponde a los Preclasificados a la fase de octavos de final y los clasificados como mejores segundos de la fase grupal.
| Bolillero 1                                                                                                  | Bolillero 2 |
| --- | --- |
| Atlético Huila Patriotas Deportivo Pasto La Equidad Alianza Petrolera Rionegro Águilas Deportivo Cali Junior | Atlético Nacional Independiente Medellín Santa Fe Millonarios Once Caldas Unión Magdalena América de Cali Cúcuta Deportivo |

## Cuadro final
Las fases de eliminación directa o fases finales, corresponden a la Segunda fase, Tercera fase, Semifinales y Final, en las cuales se juegan partidos de ida y vuelta, a eliminación directa. Las llaves, serán distribuidas mediante sorteo acorde a los parámetros establecidos por la Dimayor.
A esta fase clasificará doce equipos provenientes de la primera fase o fase de grupos y cuatro equipos más que corresponderá a los tres clasificados a la fase de grupos de la Copa Libertadores 2017 y al mejor puntaje de la tabla de reclasificación 2016.
Los emparejamientos de Octavos de final serán definidos en un sorteo una vez finalizada la primera fase del torneo, donde los ocho equipos que ganaron su grupo en la fase anterior se cruzarán con los otros ocho clasificados (cuatro mejores segundos y cuatro preclasificados). En consecuencia, las llaves se definirán con los siguientes bolilleros de equipos clasificados: 
|  | Octavos de final          | Octavos de final          | Octavos de final          |                   |   | Cuartos de final  | Cuartos de final  | Cuartos de final  |  |  | Semifinales                      | Semifinales                      | Semifinales                      |  |  | Final                          | Final                          | Final                          |
|  | 5 de julio al 3 de agosto | 5 de julio al 3 de agosto | 5 de julio al 3 de agosto |                   |   | 9 al 30 de agosto | 9 al 30 de agosto | 9 al 30 de agosto |  |  | 14 de septiembre a 11 de octubre | 14 de septiembre a 11 de octubre | 14 de septiembre a 11 de octubre |  |  | 18 de octubre y 8 de noviembre | 18 de octubre y 8 de noviembre | 18 de octubre y 8 de noviembre |
|  |                           |                           |                           |                   |   |                   |                   |                   |  |  |                                  |                                  |                                  |  |  |                                |                                |                                |
|  |                           |                           |                           |                   |   |                   |                   |                   |  |  |                                  |                                  |                                  |  |  |                                |                                |                                |
|  |                           |                           |                           |                   |   |                   |                   |                   |  |  |                                  |                                  |                                  |  |  |                                |                                |                                |
|  | Junior                    | 1                         | 3                         |                   |   |                   |                   |                   |  |  |                                  |                                  |                                  |  |  |                                |                                |                                |
|  | Junior                    | 1                         | 3                         |                   |   |                   |                   |                   |  |  |                                  |                                  |                                  |  |  |                                |                                |                                |
|  | Once Caldas               | 0                         | 0                         |                   |   |                   |                   |                   |  |  |                                  |                                  |                                  |  |  |                                |                                |                                |
|  | Once Caldas               | 0                         | 0                         | Junior            | 0 | 1                 |                   |                   |  |  |                                  |                                  |                                  |  |  |                                |                                |                                |
|  |                           |                           |                           |                   | 0 | 1                 |                   |                   |  |  |                                  |                                  |                                  |  |  |                                |                                |                                |
|  |                           | Millonarios               | 0                         | 0                 |   |                   |                   |                   |  |  |                                  |                                  |                                  |  |  |                                |                                |                                |
|  | Alianza Petrolera         | Millonarios               | 0                         | 0                 | 0 | 2                 |                   |                   |  |  |                                  |                                  |                                  |  |  |                                |                                |                                |
|  | Alianza Petrolera         |                           |                           |                   | 0 | 2                 |                   |                   |  |  |                                  |                                  |                                  |  |  |                                |                                |                                |
|  | Millonarios               | 2                         | 2                         |                   |   |                   |                   |                   |  |  |                                  |                                  |                                  |  |  |                                |                                |                                |
|  | Millonarios               | 2                         | 2                         | Junior            | 1 | 1                 |                   |                   |  |  |                                  |                                  |                                  |  |  |                                |                                |                                |
|  |                           |                           |                           |                   | 1 | 1                 |                   |                   |  |  |                                  |                                  |                                  |  |  |                                |                                |                                |
|  |                           | Patriotas                 | 1                         | 0                 |   |                   |                   |                   |  |  |                                  |                                  |                                  |  |  |                                |                                |                                |
|  | Atlético Huila            | Patriotas                 | 1                         | 0                 | 0 | 1                 |                   |                   |  |  |                                  |                                  |                                  |  |  |                                |                                |                                |
|  | Atlético Huila            |                           |                           |                   | 0 | 1                 |                   |                   |  |  |                                  |                                  |                                  |  |  |                                |                                |                                |
|  | Atlético Nacional         | 2                         | 1                         |                   |   |                   |                   |                   |  |  |                                  |                                  |                                  |  |  |                                |                                |                                |
|  | Atlético Nacional         | 2                         | 1                         | Atlético Nacional | 2 | 1                 |                   |                   |  |  |                                  |                                  |                                  |  |  |                                |                                |                                |
|  |                           |                           |                           |                   | 2 | 1                 |                   |                   |  |  |                                  |                                  |                                  |  |  |                                |                                |                                |
|  |                           | Patriotas                 | 3                         | 1                 |   |                   |                   |                   |  |  |                                  |                                  |                                  |  |  |                                |                                |                                |
|  | Patriotas (p.)            | Patriotas                 | 3                         | 1                 | 2 | 1 (4)             |                   |                   |  |  |                                  |                                  |                                  |  |  |                                |                                |                                |
|  | Patriotas (p.)            |                           |                           |                   | 2 | 1 (4)             |                   |                   |  |  |                                  |                                  |                                  |  |  |                                |                                |                                |
|  | Unión Magdalena           | 3                         | 0 (3)                     |                   |   |                   |                   |                   |  |  |                                  |                                  |                                  |  |  |                                |                                |                                |
|  | Unión Magdalena           | 3                         | 0 (3)                     | Junior            | 1 | 2                 |                   |                   |  |  |                                  |                                  |                                  |  |  |                                |                                |                                |
|  |                           |                           |                           |                   | 1 | 2                 |                   |                   |  |  |                                  |                                  |                                  |  |  |                                |                                |                                |
|  |                           | Independiente Medellín    | 1                         | 0                 |   |                   |                   |                   |  |  |                                  |                                  |                                  |  |  |                                |                                |                                |
|  | Deportivo Cali            | Independiente Medellín    | 1                         | 0                 | 3 | 3                 |                   |                   |  |  |                                  |                                  |                                  |  |  |                                |                                |                                |
|  | Deportivo Cali            |                           |                           |                   | 3 | 3                 |                   |                   |  |  |                                  |                                  |                                  |  |  |                                |                                |                                |
|  | Cúcuta Deportivo          | 3                         | 1                         |                   |   |                   |                   |                   |  |  |                                  |                                  |                                  |  |  |                                |                                |                                |
|  | Cúcuta Deportivo          | 3                         | 1                         | Deportivo Cali    | 1 | 0                 |                   |                   |  |  |                                  |                                  |                                  |  |  |                                |                                |                                |
|  |                           |                           |                           |                   | 1 | 0                 |                   |                   |  |  |                                  |                                  |                                  |  |  |                                |                                |                                |
|  |                           | América de Cali           | 0                         | 0                 |   |                   |                   |                   |  |  |                                  |                                  |                                  |  |  |                                |                                |                                |
|  | Rionegro Águilas          | América de Cali           | 0                         | 0                 | 0 | 0                 |                   |                   |  |  |                                  |                                  |                                  |  |  |                                |                                |                                |
|  | Rionegro Águilas          |                           |                           |                   | 0 | 0                 |                   |                   |  |  |                                  |                                  |                                  |  |  |                                |                                |                                |
|  | América de Cali           | 1                         | 0                         |                   |   |                   |                   |                   |  |  |                                  |                                  |                                  |  |  |                                |                                |                                |
|  | América de Cali           | 1                         | 0                         | Deportivo Cali    | 1 | 2 (4)             |                   |                   |  |  |                                  |                                  |                                  |  |  |                                |                                |                                |
|  |                           |                           |                           |                   | 1 | 2 (4)             |                   |                   |  |  |                                  |                                  |                                  |  |  |                                |                                |                                |
|  |                           | Indep. Medellín (p.)      | 1                         | 2 (5)             |   |                   |                   |                   |  |  |                                  |                                  |                                  |  |  |                                |                                |                                |
|  | La Equidad                | Indep. Medellín (p.)      | 1                         | 2 (5)             | 0 | 1                 |                   |                   |  |  |                                  |                                  |                                  |  |  |                                |                                |                                |
|  | La Equidad                |                           |                           |                   | 0 | 1                 |                   |                   |  |  |                                  |                                  |                                  |  |  |                                |                                |                                |
|  | Santa Fe                  | 0                         | 2                         |                   |   |                   |                   |                   |  |  |                                  |                                  |                                  |  |  |                                |                                |                                |
|  | Santa Fe                  | 0                         | 2                         | Santa Fe          | 1 | 0 (0)             |                   |                   |  |  |                                  |                                  |                                  |  |  |                                |                                |                                |
|  |                           |                           |                           |                   | 1 | 0 (0)             |                   |                   |  |  |                                  |                                  |                                  |  |  |                                |                                |                                |
|  |                           | Indep. Medellín (p.)      | 1                         | 0 (2)             |   |                   |                   |                   |  |  |                                  |                                  |                                  |  |  |                                |                                |                                |
|  | Deportivo Pasto           | Indep. Medellín (p.)      | 1                         | 0 (2)             | 0 | 2 (5)             |                   |                   |  |  |                                  |                                  |                                  |  |  |                                |                                |                                |
|  | Deportivo Pasto           |                           |                           |                   | 0 | 2 (5)             |                   |                   |  |  |                                  |                                  |                                  |  |  |                                |                                |                                |
|  | Indep. Medellín (p.)      | 1                         | 1 (6)                     |                   |   |                   |                   |                   |  |  |                                  |                                  |                                  |  |  |                                |                                |                                |

- Nota 1: En cada llave, el equipo ubicado en la primera línea es el que ejerce la localía en el partido de vuelta.
- Nota 2: Independiente Medellín, Atlético Nacional, Santa Fe y Millonarios llegaron a octavos de final como preclasificados.

### Octavos de final
- La hora de cada encuentro corresponde al huso horario que rige a Colombia (UTC-5).

| 5 de julio de 2017, 19:45 | Once Caldas | 0:1 (0:0) | Junior     | Estadio Palogrande, Manizales |                             |
|                           |             | Reporte   | Ovelar 50' | Árbitro(s): Carlos Betancur   | Árbitro(s): Carlos Betancur |

| 27 de julio de 2017, 19:30 | Junior                                 | 3:0 (1:0) | Once Caldas | Estadio Metropolitano, Barranquilla |                         |
|                            | Ovelar 32' · Barrera 48' · Murillo 55' | Reporte   |             | Árbitro(s): Óscar Gómez             | Árbitro(s): Óscar Gómez |

| 13 de julio de 2017, 19:45 | Millonarios             | 2:0 (2:0) | Alianza Petrolera | Estadio El Campín, Bogotá       |                                 |
|                            | Riascos 19' · Núñez 30' | Reporte   |                   | Árbitro(s): Cristian Villarraga | Árbitro(s): Cristian Villarraga |

| 27 de julio de 2017, 19:30 | Alianza Petrolera       | 2:2 (0:2) | Millonarios                      | Estadio Daniel Villa, Barrancabermeja |                             |
|                            | Barreto 78' · Arias 89' | Reporte   | Mosquera 20' · Tavima 24' (a.g.) | Árbitro(s): Diego Escalante           | Árbitro(s): Diego Escalante |

| 13 de julio de 2017, 19:30 | Atlético Nacional | 2:0 (0:0) | Atlético Huila | Estadio Atanasio Girardot, Medellín |                               |
|                            | Moreno 50' 53'    | Reporte   |                | Árbitro(s): Nicolás Rodríguez       | Árbitro(s): Nicolás Rodríguez |

| 26 de julio de 2017, 15:30 | Atlético Huila | 1:1 (0:1) | Atlético Nacional | Estadio Guillermo Plazas Alcid, Neiva |                           |
|                            | Almirón 58'    | Reporte   | Sarmiento 29'     | Árbitro(s): Carlos Ortega             | Árbitro(s): Carlos Ortega |

| 12 de julio de 2017, 15:30 | Unión Magdalena                              | 3:2 (3:2) | Patriotas        | Estadio Diego de Carvajal, Magangué |                          |
|                            | Garcés 6' · Robayo 17' (a.g.) · Mosquera 45' | Reporte   | Ibargüen 15' 33' | Árbitro(s): Jorge Duarte            | Árbitro(s): Jorge Duarte |

| 3 de agosto de 2017, 15:30 | Patriotas   | 1:0 (0:0) (4:3 p.) | Unión Magdalena | Estadio La Independencia, Tunja |                          |
|                            | Murillo 81' | Reporte            |                 | Árbitro(s): Andrés Rojas        | Árbitro(s): Andrés Rojas |

| 5 de julio de 2017, 15:15 | Cúcuta Deportivo                   | 3:3 (1:1) | Deportivo Cali                         | Estadio Héctor González, Zipaquirá |                             |
|                           | C. Álvarez 15' 58' · Echeverri 53' | Reporte   | Murillo 21' · Amaya 57' · Orejuela 88' | Árbitro(s): Pablo Gutiérrez        | Árbitro(s): Pablo Gutiérrez |

| 26 de julio de 2017, 19:30 | Deportivo Cali               | 3:1 (1:0) | Cúcuta Deportivo | Estadio Deportivo Cali, Palmira |                            |
|                            | Duque 16' · Rivera 89' 90+2' | Reporte   | Pérez 58'        | Árbitro(s): Ricardo García      | Árbitro(s): Ricardo García |

| 12 de julio de 2017, 19:45 | América de Cali | 1:0 (1:0) | Rionegro Águilas | Estadio Pascual Guerrero, Cali |                           |
|                            | Cortés 45+1'    | Reporte   |                  | Árbitro(s): Leevan Suárez      | Árbitro(s): Leevan Suárez |

| 26 de julio de 2017, 19:30 | Rionegro Águilas | 0:0     | América de Cali | Estadio Alberto Grisales, Rionegro |                          |
|                            |                  | Reporte |                 | Árbitro(s): Hervin Otero           | Árbitro(s): Hervin Otero |

| 12 de julio de 2017, 19:30 | Santa Fe | 0:0     | La Equidad | Estadio El Campín, Bogotá  |                            |
|                            |          | Reporte |            | Árbitro(s): Harold Perilla | Árbitro(s): Harold Perilla |

| 3 de agosto de 2017, 19:00 | La Equidad | 1:2 (1:1) | Santa Fe                  | Estadio Metrop. de Techo, Bogotá |                              |
|                            | Pacheco 2' | Reporte   | Morelo 24' · Buitrago 58' | Árbitro(s): Bismark Santiago     | Árbitro(s): Bismark Santiago |

| 12 de julio de 2017, 19:30 | Independiente Medellín | 1:0 (1:0) | Deportivo Pasto | Estadio Atanasio Girardot, Medellín |                          |
|                            | Marrugo 23'            | Reporte   |                 | Árbitro(s): Jorge Guzmán            | Árbitro(s): Jorge Guzmán |

| 2 de agosto de 2017, 19:30 | Deportivo Pasto                                                                   | 2:1 (1:1) (5:6 p.)         | Independiente Medellín                                                  | Estadio Deptal. Libertad, Pasto |                           |
|                            | Cellerino 6' · Reina 89'                                                          | Reporte                    | Molina 32'                                                              | Árbitro(s): Leevan Suárez       | Árbitro(s): Leevan Suárez |
|                            |                                                                                   | Tiros desde el punto penal |                                                                         |                                 |                           |
|                            | Reina · Cabrera · Cellerino · Aguirre · Hinestroza · Ramírez · Canchimbo · García |                            | Arias · Castro · Cataño · Lopera · González · Atuesta · Moreno · Pertúz |                                 |                           |

### Cuartos de final
- La hora de cada encuentro corresponde al huso horario que rige a Colombia (UTC-5).

| 9 de agosto de 2017, 19:10 | Millonarios | 0:0     | Junior | Estadio El Campín, Bogotá   |                             |
|                            |             | Reporte |        | Árbitro(s): John Hinestroza | Árbitro(s): John Hinestroza |

| 23 de agosto de 2017, 20:00 | Junior      | 1:0 (0:0) | Millonarios | Estadio Metropolitano, Barranquilla |                           |
|                             | Barrera 87' | Reporte   |             | Árbitro(s): Mario Herrera           | Árbitro(s): Mario Herrera |

| 23 de agosto de 2017, 18:00 | Patriotas                               | 3:2 (1:1) | Atlético Nacional         | Estadio La Independencia, Tunja |                           |
|                             | Mosquera 11' · Gómez 50' · Ibargüen 82' | Reporte   | Moreno 44' · Rentería 67' | Árbitro(s): Carlos Ortega       | Árbitro(s): Carlos Ortega |

| 30 de agosto de 2017, 19:30 | Atlético Nacional | 1:1 (1:0) | Patriotas | Estadio Atanasio Girardot, Medellín |                           |
|                             | Moreno 42'        | Reporte   | Gómez 75' | Árbitro(s): Nicolás Gallo           | Árbitro(s): Nicolás Gallo |

| 10 de agosto de 2017, 19:45 | América de Cali | 0:1 (0:1) | Deportivo Cali | Estadio Pascual Guerrero, Cali |                          |
|                             |                 | Reporte   | Duque 31'      | Árbitro(s): Luis Sánchez       | Árbitro(s): Luis Sánchez |

| 24 de agosto de 2017, 20:00 | Deportivo Cali | 0:0     | América de Cali | Estadio Deportivo Cali, Palmira |                               |
|                             |                | Reporte |                 | Árbitro(s): Lisandro Castillo   | Árbitro(s): Lisandro Castillo |

| 10 de agosto de 2017, 19:30 | Independiente Medellín | 1:1 (1:0) | Santa Fe | Estadio Atanasio Girardot, Medellín |                           |
|                             | Córdoba 7'             | Reporte   | Moya 81' | Árbitro(s): Mario Herrera           | Árbitro(s): Mario Herrera |

| 30 de agosto de 2017, 19:00 | Santa Fe                          | 0:0 (0:2 p.)               | Independiente Medellín      | Estadio El Campín, Bogotá |                           |
|                             |                                   | Reporte                    |                             | Árbitro(s): Carlos Ortega | Árbitro(s): Carlos Ortega |
|                             |                                   | Tiros desde el punto penal |                             |                           |                           |
|                             | Pérez · Rivera · Valencia · López |                            | Erramuspe · Caicedo · Viola |                           |                           |

### Semifinales
- La hora de cada encuentro corresponde al huso horario que rige a Colombia (UTC-5).

| 8 de octubre de 2017, 18:00 | Patriotas       | 1:1 (0:1) | Junior           | Estadio La Independencia, Tunja |                             |
|                             | C. Mosquera 64' | Reporte   | S. Hernández 40' | Árbitro(s): John Hinestroza     | Árbitro(s): John Hinestroza |

| 11 de octubre de 2017, 19:45 | Junior        | 1:0 (1:0) | Patriotas | Estadio Metropolitano, Barranquilla                       |                                                           |
|                              | R. Ovelar 34' |           |           | Asistencia: 21 286 espectadores Árbitro(s): Wilmar Roldán | Asistencia: 21 286 espectadores Árbitro(s): Wilmar Roldán |

| 14 de septiembre de 2017, 19:45 | Independiente Medellín | 1:1 (0:0) | Deportivo Cali | Estadio Atanasio Girardot, Medellín |                               |
|                                 | Moreno 86'             | Reporte   | Roa 83'        | Árbitro(s): Nicolás Rodríguez       | Árbitro(s): Nicolás Rodríguez |

| 27 de septiembre de 2017, 19:00 | Deportivo Cali                                            | 2:2 (4:5) (4:5 p.)         | Independiente Medellín                                         | Estadio Deportivo Cali, Palmira |                          |
|                                 | Duque 5' 40'                                              | Reporte                    | Erramuspe 31' · Caicedo 81'                                    | Árbitro(s): Andrés Rojas        | Árbitro(s): Andrés Rojas |
|                                 |                                                           | Tiros desde el punto penal |                                                                |                                 |                          |
|                                 | Pérez · Murillo · Delgado · Moiragui · Aguilar · Sambueza |                            | Erramuspe · Quintero · Molina · González · Toloza · Echeverria |                                 |                          |

### Final
- La hora de cada encuentro corresponde al huso horario que rige a Colombia (UTC-5).

| 18 de octubre de 2017, 19:00 | Independiente Medellín | 1:1 (1:0) | Junior      | Estadio Atanasio Girardot, Medellín                         |                                                             |
|                              | Quintero 45'           | Reporte   | Barrera 60' | Asistencia: 23 390 espectadores Árbitro(s): Carlos Betancur | Asistencia: 23 390 espectadores Árbitro(s): Carlos Betancur |

| 8 de noviembre de 2017, 19:10 | Junior                | 2:0 (1:0) | Independiente Medellín | Estadio Metropolitano, Barranquilla                       |                                                           |
|                               | Barrera 36' · Teo 88' |           |                        | Asistencia: 40.737 espectadores Árbitro(s): Nicolás Gallo | Asistencia: 40.737 espectadores Árbitro(s): Nicolás Gallo |

|                                           |
| Bandera de Colombia                       |
| Campeón Junior de Barranquilla 2.º título |

## Goleadores
| Dayro Moreno      | Atlético Nacional                    | 3 | 4 |  |  |
| Diego Álvarez     | La Equidad                           | 4 | 4 |  |  |
| Marco Pérez       | Deportes Tolima                      | 5 | 4 |  |  |
| Jefferson Duque   | Deportivo Cali                       | 5 | 4 |  |  |
| Martín Arzuaga    | Valledupar F. C.                     | 6 | 4 |  |  |
| Diego Echeverri   | Cúcuta Deportivo                     | 6 | 4 |  |  |
| Edis Ibargüen     | Patriotas                            | 7 | 4 |  |  |
| Cesar Valoyes     | Patriotas                            | 7 | 4 |  |  |
| Carlos Rodríguez  | Patriotas                            | 8 | 4 |  |  |
| Miguel Murillo    | Deportivo Cali                       | 8 | 4 |  |  |
| Jarlan Barrera    | Junior                               | 9 | 4 |  |  |
| Sergio Almirón    | Atlético Huila                       | 3 | 3 |  |  |
| Néider Batalla    | Cortuluá                             | 3 | 3 |  |  |
| Cristian Cangá    | Atlético Huila                       | 3 | 3 |  |  |
| 'Cucho' Hernández | América de Cali                      | 4 | 3 |  |  |
| Yeisón Moreno     | Llaneros                             | 4 | 3 |  |  |
| Esnaider Salinas  | Unión Magdalena                      | 4 | 3 |  |  |
| Pablo Sabbag      | Deportivo Cali                       | 5 | 3 |  |  |
| Camilo Rosero     | Universitario de Popayán             | 5 | 3 |  |  |
| Carmelo Valencia  | La Equidad                           | 5 | 3 |  |  |
| Diego Gómez       | Tigres                               | 5 | 3 |  |  |
| Julián Ayala      | Boyacá Chicó                         | 5 | 3 |  |  |
| Gustavo Torres    | Deportes Quindío - Atlético Nacional | 6 | 3 |  |  |
| Santiago Silva    | América de Cali                      | 6 | 3 |  |  |
| Roberto Ovelar    | Junior                               | 6 | 3 |  |  |
| Andrés Roa        | Deportivo Cali                       | 6 | 3 |  |  |
| Sebastián Villa   | Deportes Tolima                      | 6 | 3 |  |  |
| Bernardo Cuesta   | Junior                               | 8 | 3 |  |  |
|                   |                                      |   |   |  |  |

Fuente.

## Estadísticas generales
| Pos. | Equipos                   | PJ | PG | PE | PP | GF | GC | Dif. | Pts. | Rend.  |
| ---- | ------------------------- | -- | -- | -- | -- | -- | -- | ---- | ---- | ------ |
| 1.   | Junior                    | 14 | 9  | 4  | 1  | 20 | 7  | 13   | 31   | 73,8 % |
| 2.   | Independiente Medellín(n) | 8  | 1  | 5  | 2  | 7  | 9  | -2   | 8    | 29,2 % |
| 3.   | Deportivo Cali            | 12 | 6  | 5  | 1  | 23 | 14 | 9    | 23   | 63,8 % |
| 4.   | Patriotas                 | 12 | 6  | 3  | 3  | 20 | 14 | 6    | 21   | 58,3 % |
| 5.   | América de Cali           | 10 | 4  | 4  | 2  | 14 | 9  | 5    | 16   | 53,3 % |
| 6.   | Santa Fe(n)               | 4  | 1  | 3  | 0  | 3  | 2  | 1    | 6    | 50,0 % |
| 7.   | Atlético Nacional(n)      | 4  | 1  | 2  | 1  | 6  | 5  | 1    | 5    | 41,7 % |
| 8.   | Millonarios(n)            | 4  | 1  | 2  | 1  | 4  | 3  | 1    | 5    | 41,7 % |
| 9.   | La Equidad                | 8  | 5  | 1  | 2  | 14 | 9  | 5    | 16   | 66,7 % |
| 10.  | Alianza Petrolera         | 8  | 5  | 1  | 2  | 13 | 8  | 5    | 16   | 66,7 % |
| 11.  | Unión Magdalena           | 8  | 5  | 0  | 3  | 11 | 7  | 4    | 15   | 62,5 % |
| 12.  | Rionegro Águilas          | 8  | 3  | 4  | 1  | 6  | 2  | 4    | 13   | 54,2 % |
| 13.  | Deportivo Pasto           | 8  | 4  | 1  | 3  | 12 | 10 | 2    | 13   | 54,2 % |
| 14.  | Atlético Huila            | 8  | 4  | 1  | 3  | 8  | 8  | 0    | 13   | 54,2 % |
| 15.  | Cúcuta Deportivo          | 8  | 3  | 3  | 2  | 12 | 13 | -1   | 12   | 50 %   |
| 16.  | Once Caldas               | 8  | 3  | 2  | 3  | 8  | 9  | -1   | 11   | 45,8 % |
| 17.  | Llaneros                  | 6  | 3  | 1  | 2  | 11 | 9  | 2    | 10   | 55,6 % |
| 18.  | Deportes Tolima           | 6  | 3  | 1  | 2  | 9  | 7  | 2    | 10   | 55,6 % |
| 19.  | Orsomarso                 | 6  | 3  | 1  | 2  | 10 | 10 | 0    | 10   | 55,6 % |
| 20.  | Atlético Bucaramanga      | 6  | 3  | 0  | 3  | 9  | 6  | 3    | 9    | 50 %   |
| 21.  | Universitario             | 6  | 3  | 0  | 3  | 7  | 9  | -2   | 9    | 50 %   |
| 22.  | Tigres                    | 6  | 2  | 2  | 2  | 9  | 8  | 1    | 8    | 44,4 % |
| 23.  | Cortuluá                  | 6  | 2  | 2  | 2  | 6  | 5  | 1    | 8    | 44,4 % |
| 24.  | Deportes Quindío          | 6  | 2  | 2  | 2  | 8  | 9  | -1   | 8    | 44,4 % |
| 25.  | Jaguares                  | 6  | 2  | 1  | 3  | 5  | 5  | 0    | 7    | 38,8 % |
| 26.  | Fortaleza                 | 6  | 2  | 1  | 3  | 6  | 8  | -2   | 7    | 38,8 % |
| 27.  | Valledupar F. C.          | 6  | 1  | 3  | 2  | 6  | 7  | -1   | 6    | 33,3 % |
| 28.  | Barranquilla F. C.        | 6  | 1  | 3  | 2  | 5  | 6  | -1   | 6    | 33,3 % |
| 29.  | Real Cartagena            | 6  | 1  | 3  | 2  | 4  | 8  | -4   | 6    | 33,3 % |
| 30.  | Envigado F. C.            | 6  | 1  | 2  | 3  | 5  | 8  | -3   | 5    | 27,7 % |
| 31.  | Deportivo Pereira         | 6  | 1  | 1  | 4  | 5  | 8  | -3   | 4    | 22,2 % |
| 32.  | Leones                    | 6  | 0  | 3  | 3  | 3  | 8  | -5   | 3    | 16,6 % |
| 33.  | Boyacá Chicó              | 6  | 0  | 3  | 3  | 7  | 13 | -6   | 3    | 16,6 % |
| 34.  | Bogotá F. C.              | 6  | 0  | 0  | 6  | 5  | 13 | -8   | 0    | 0 %    |
| 35.  | Atlético                  | 6  | 0  | 0  | 6  | 5  | 16 | -11  | 0    | 0 %    |
| 36.  | Real Santander            | 6  | 0  | 0  | 6  | 3  | 17 | -14  | 0    | 0 %    |

Nota: Atlético Nacional, Independiente Medellín, Millonarios y Santa Fe están clasificados directamente a octavos de final, por lo que jugaron menos partidos que el resto de equipos.
|  |                                                 |
|  | Campeón. (Clasificado a Copa Libertadores 2018) |
|  | Finalista.                                      |
|  | Clasificados a semifinales.                     |
|  | Clasificados a cuartos de final.                |
|  | Clasificados a octavos de final.                |
|  | Eliminados en fase de grupos.                   |